# Premio Pulitzer 1950
Quella del 1950 fu la trentaquattresima assegnazione dei Premi Pulitzer e vide il conferimento di tredici premi in altrettante categorie, sette relative al mondo del giornalismo e sei relative al mondo della letteratura, della drammaturgia e della musica.
In quest'edizione, la giuria fu composta da 15 membri, tra cui il presidente della Columbia University, Dwight D. Eisenhower, e fu presieduta da Joseph Pulitzer, redattore del St. Louis Post-Dispatch nonché omonimo figlio del fondatore dei premi Pulitzer, Joseph Pulitzer.

## Giornalismo
- Pubblico servizio:

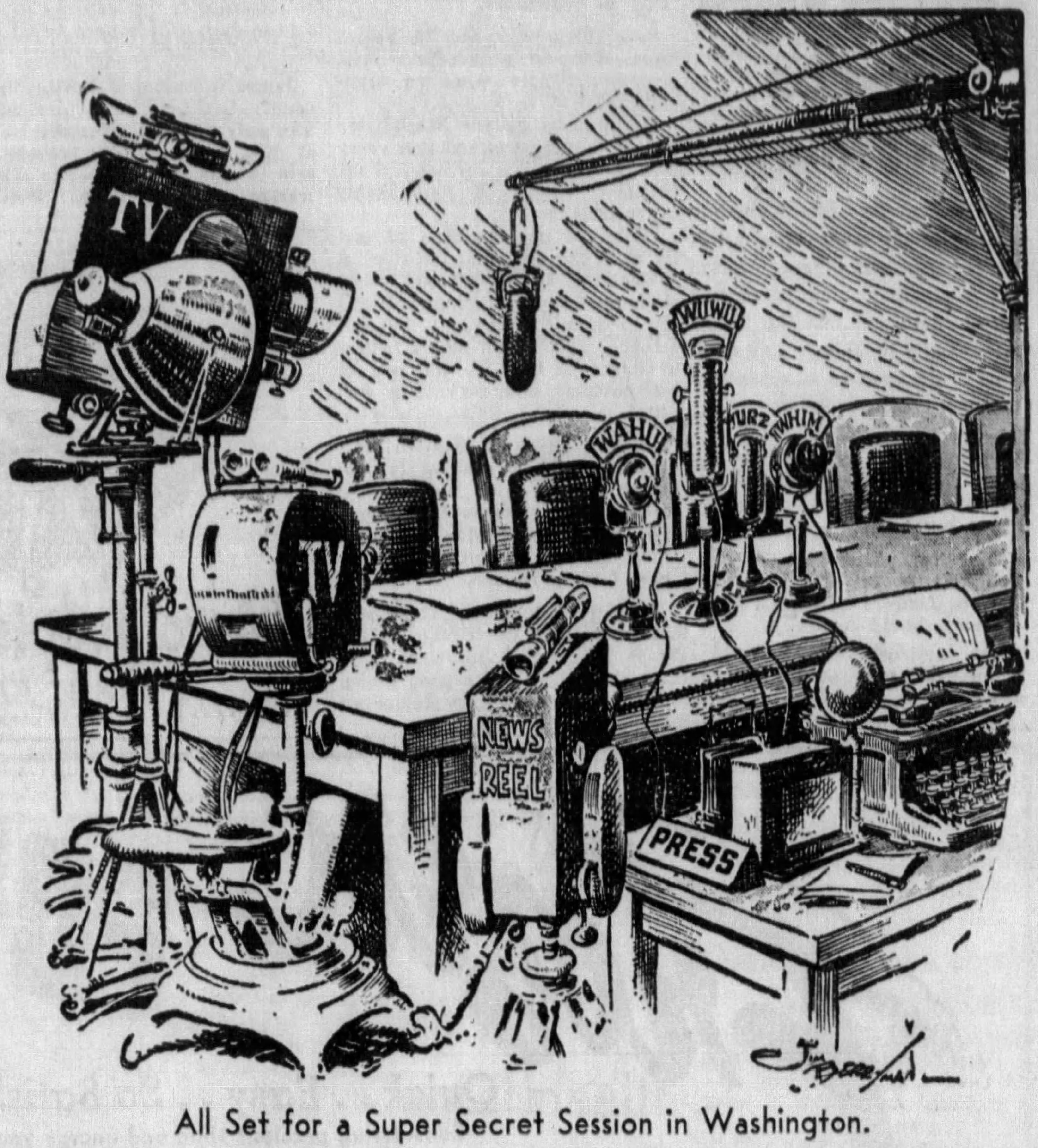
All Set for a Super-Secret Session in Washington, vincitrice del premio per la miglior vignetta editoriale

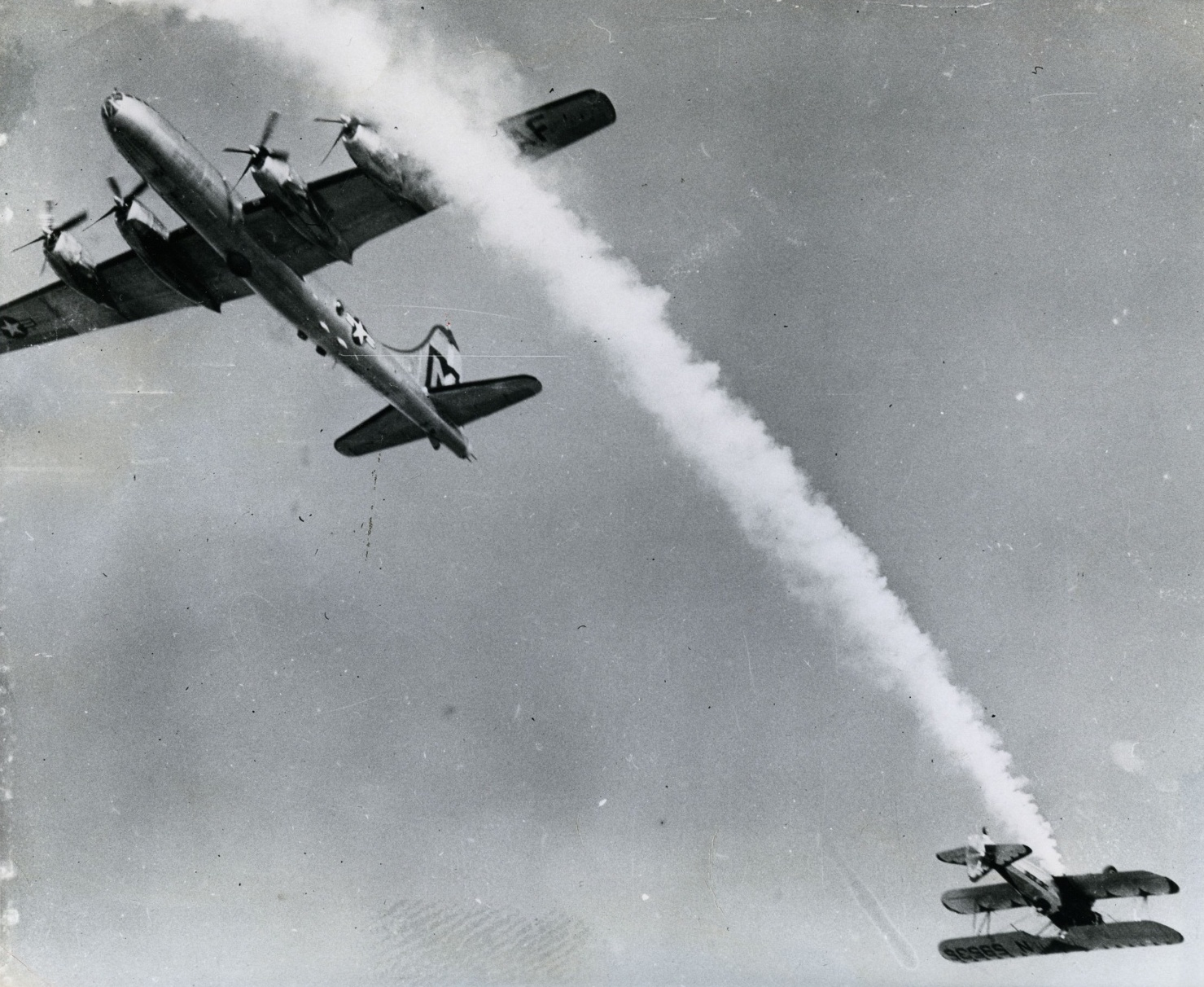
Near Collision at Air Show, la fotografia vincitrice del Premio Pulitzer del 1950

  - Chicago Daily News e St. Louis Post-Dispatch, per l'opera di George Thiem e Roy J. Harris, rispettivamente, nell'esporre la presenza di 37 giornalisti dell'Illinois in un libro paga dello Stato dell'Illinois.[3]
- Giornalismo locale:
  - Meyer Berger, del The New York Times, per il suo articolo sulle stragi perpetrate da Howard Unruh a Camden, nel New Jersey.
- Giornalismo nazionale:
  - Edwin O. Guthman, del The Seattle Times, per la sua serie di articoli sull'assoluzione del professor Melvin Rader dalle accuse di aver frequentato una scuola comunista segreta.
- Giornalismo internazionale:
  - Edmund Stevens, del Christian Science Monitor, per la sua serie di 43 articoli scritti durante un soggiorno di tre anni a Mosca, intitolata This Is Russia Uncensored.
- Editoriale:
  - Carl M. Saunders, del Jackson Citizen Patriot, per i suoi encomiabili editoriali pubblicati durante l'anno 1949.
- Vignetta editoriale:
  - James T. Berryman, del Washington Evening Star, per la vignetta intitolata Set for a Super-Secret Session in Washington?.
- Fotografia:
  - Bill Crouch, del The Oakland Tribune, per la fotografia Near Collision at Air Show.

## Letteratura, drammaturgia e musica
- Narrativa:
  - The Way West, di A. B. Guthrie Jr. (William Morrow and Company).
- Drammaturgia:
  - South Pacific, di Richard Rodgers, Oscar Hammerstein II e Joshua Logan (Random).
- Storia:
  - Art and Life in America, di Oliver Waterman Larkin (Rinehart).
- Biografie o Autobiografie:
  - John Quincy Adams and the Foundations of American Foreign Policy, di Samuel Flagg Bemis (Knopf).
- Poesia:
  - Annie Allen, di Gwendolyn Brooks (Harper).
- Musica:
  - Colonna sonora del film The Consul, di Gian Carlo Menotti (G. Schirmer)